# Cophura nephressa
Cophura nephressa är en tvåvingeart som beskrevs av Pritchard 1943. Cophura nephressa ingår i släktet Cophura och familjen rovflugor. Inga underarter finns listade i Catalogue of Life.